# Liev Schreiber
Isaac Liev Schreiber (ur. 4 października 1967 w San Francisco) – amerykański aktor i reżyser pochodzenia żydowskiego ze strony matki oraz niemieckiego i francuskiego ze strony ojca. Jego imię Liev (wymawiane Li-ew) zostało zaczerpnięte od Lwa Tołstoja, ulubionego autora jego matki.

## Życiorys

### Wczesne lata
Urodził się w San Francisco jako syn aktora i reżysera teatralnego Tella Carrolla Schreibera III i malarki / kierowcy taksówki Heather (z domu Milgram). Jego przyrodni młodszy brat Pablo (ur. 26 kwietnia 1978) został też aktorem. Jego ojciec był protestantem. Jego dziadek ze strony matki, Alexander „Alex” Milgram (syn Hirsha „Harry’ego” Milgrama i Fannie Zevin) był żydowskim emigrantem z Łodzi.
Kiedy miał pięć lat, jego rodzice rozwiedli się. Zamieszkał w Nowym Jorku z matką, która znalazła pracę jako taksówkarz i mieszkała z dziećmi w opuszczonym budynku. Uczęszczał do Brooklyn Technical High School. W 1985 ukończył Friends Seminary High School na Manhattanie. W 1988 ukończył Hampshire College w Amherst w Massachusetts. Był zdeterminowany, by zostać dramaturgiem. Z kolei jego nauczyciele zachęcali go do kariery aktorskiej. W 1992 roku ukończył Yale School of Drama (Uniwersytet Yale), a następnie studiował w Royal Academy of Dramatic Art w Londynie.

### Kariera
W 1993 debiutował na Broadwayu w przedstawieniu Jane Bowles In The Summer House. Dwa lata potem trafił na ekran jako Chris w komedii Nory Ephron Wariackie święta (Mixed Nuts, 1994) ze Steve’em Martinem, Adamem Sandlerem, Madeline Kahn i Juliette Lewis. Zwrócił na siebie uwagę w roli podejrzanego o morderstwo Cottona Weary’ego w trylogii Wesa Cravena: Krzyk (Scream, 1996), Krzyk 2 (Scream 2, 1997) i Krzyk 3 (Scream 3, 2000).
W 2005 za kreację Richarda Romy w widowisku Davida Mameta Glengarry Glen Ross w Bernard B. Jacobs Theatre otrzymał nagrodę Tony Award i był nominowany do Nagrody Saturna w kategorii najlepszy aktor drugoplanowy za rolę Raymonda Shaw w dreszczowcu Jonathana Demme’a Kandydat (The Manchurian Candidate, 2004).
Za rolę Martina „Marty’ego” Barona w filmie Spotlight (2015) odebrał Independent Spirit Award i nagrodę Satelity.
8 października 2016 grał w Booth Theatre jako Le Vicomte de Valmont w spektaklu Niebezpieczne związki.

## Życie prywatne
W latach 2005–2016 był związany z Naomi Watts. Mają dwójkę dzieci: syna Alexandra Pete’a (ur. 25 lipca 2007) i córkę Kai (ur. 13 grudnia 2008), będącą otwarcie kobietą transpłciową.

## Filmografia
- Wariackie święta (Mixed Nuts, 1994) jako Chris
- Okup (Ransom, 1996)
- Krzyk (Scream, 1996)
- Słoneczni chłopcy (The Sunshine Boys, 1997)
- Krzyk 2 (Scream 2, 1997)
- Kula (Sphere, 1998)
- Odwieczny wróg (Phantoms, 1998)
- Jakub kłamca (Jakob the Liar, 1999)
- Hamlet (2000)
- Krzyk 3 (Scream 3, 2000)
- Kate i Leopold (Kate & Leopold, 2001)
- Suma wszystkich strachów (The Sum of All Fears, 2002)
- Hitler: Narodziny zła (Hitler: The Rise of Evil, 2003)
- Kandydat (The Manchurian Candidate, 2004)
- Malowany welon (Painted Veil, The, 2006)
- Omen (The Omen) 2006
- Miłość w czasach zarazy (Love in the Time of Cholera, 2007)
- Jak złamać 10 przykazań (The Ten, 2007)
- CSI: Kryminalne zagadki Las Vegas (2007; sezon 7 odcinki 12-15) jako śledczy Michael Keppler
- Opór (Defiance, 2008) jako Aleksander (Zus) Bielski
- X-Men Geneza: Wolverine (X-men Origins: Wolverine, 2009)
- Salt (Salt, 2010)
- Ostatnie dni na Marsie (2013)
- Spotlight (2015)
- 2016: Droga mistrza jako Chuck Wepner
- Ray Donovan (2013–2020)
- W deszczowy dzień w Nowym Jorku (A Rainy Day in New York, 2019)

### Scenariusz i reżyseria
- Wszystko jest iluminacją (Everything Is Illuminated, 2005)

## Odznaczenia
- Order „Za zasługi” III klasy (Ukraina, 2022)[12]

## Nagrody
- 2005: Międzynarodowy Festiwal Filmowy w Wenecji – Nagroda Laterna Magica i Nagroda Biografilm za Wszystko jest iluminacją